# Parc provincial Killbear
Le parc provincial Killbear (anglais : Killbear Provincial Park) est un parc provincial de l'Ontario (Canada) situé dans le district de Parry Sound.

## Milieu naturel
Le parc présente une grande variété de types de rivage. En raison de la variation du niveau du lac Huron au cours des décennies, plusieurs milieux humides, prairies et milieux ripariens ont été crééd. Cependant l'activité humaine peut endommager ces milieux et seules quelques plages naturelles sont encore intactes dans le parc.
Les milieux humides du parc servent de refuge à de nombreuses espèces animales dont la tortue ponctuée, la tortue mouchetée et le massasauga. Les milieux plus secs abritent la couleuvre à nez plat et scinque pentaligne, tous deux étant considérés comme des espèces préoccupantes. Le parc contient aussi une population de couleuvre fauve de l'Est qui est située dans les îles et qui hiberne l'hiver.
La partie sud-ouest du parc protège des landes rocheuses. Ces landes un seul peu épais que l'on retrouve à l'est de la baie Géorgienne. Le parc fait partie de la région des Trente Mille îles, qui est le plus grand archipel d'eau douce au monde.

## Histoire
La région de ce qui est devenu le parc provincial Killbear a subi une forte exploitation forestière entre 1900 et 1920. Les terres du parc ont été expropriées par le gouvernement de l'Ontario qui a créé le parc en 1960.

## Activités et services
Les activités du parc sont le camping, la navigation, le cyclisme et la pêche.